# Ferdinand Samuel
Ferdinand Samuel, född 18 april 1871 i Kristiania, död 11 september 1941, var en norsk-svensk tandläkare.
Samuel avlade studentexamen i Stockholm 1890, studerade i Stockholm och Tyskland, blev förste assistent vid Jena universitets tandläkarinstitut 1893 och tandläkarexamen 1894. Han var ledamot av styrelsen och arbetsutskottet i Nationalföreningen för munhygien 1910–12, redaktör för Nordisk Tandläkartidskrift 1903–07, redaktör för Svensk Tandläkartidning 1907–08, ordförande i Sveriges Tandläkarförbund 1909 och i Svenska Tandläkaresällskapet 1910.
Samuel var initiativtagare till Svenska Tandläkaresällskapets vetenskapliga fond, den så kallade Millerfonden. Han grundade och donerade till Svenska Tandläkaresällskapets biblioteksfond. Han var förslagsställare till internationella institutet för kariesforskning. Han företog studieresor till Tyskland och Storbritannien och skrev flera artiklar i in- och utländska tandläkartidskrifter. 